# Tortula deciduidentata
Tortula deciduidentata là một loài Rêu trong họ Pottiaceae. Loài này được (Sharp & Z. Iwats.) R.H. Zander miêu tả khoa học đầu tiên năm 1993.